# Jetstar Pacific
Jetstar Pacific (code AITA : BL ; code OACI : PIC) est une compagnie aérienne à bas prix (low-cost) du Viêt Nam créée en 1991.

## Histoire
La compagnie a été fondée en 1991, sous le nom Jetstar Pacific Airlines Joint Stock Aviation Company. Elle est basée à Hô Chi Minh,  Vietnam.
La société a été renommée  Jetstar Pacific le 23 mai 2008, à la suite de la prise de contrôle par Qantas de 18 % du capital. Elle a été intégrée dans le réseau commercial de Jetstar.
Ses autres actionnaires sont la State Capital Investment Corporation et la Saigon Tourist Holding Company.
Le 15 juin 2020, la compagnie change de nom et redevient Pacific Airlines, son nom d'origine avant Jetstar Pacific.

## Destinations
Jetstar Pacific dessert principalement le Viêt Nam à partir de ses deux hub, Hô-Chi-Minh-Ville et Hanoï
- Thaïlande
  - Bangkok - Aéroport international de Bangkok-Suvarnabhumi (partage de code avec Bangkok Airways)
- Vietnam
  - Cần Thơ (Aéroport international de Cần Thơ)
  - Đà Nẵng (Aéroport international de Đà Nẵng)
  - Hanoï (Aéroport international de Nội Bài)
  - Hải Phòng (Aéroport de Cat Bi)
  - Hô-Chi-Minh-Ville (Aéroport international de Tân Sơn Nhất)
  - Nha Trang (Aéroport de Cam Ranh)
  - Vinh (Aéroport de Vinh)

## Flotte

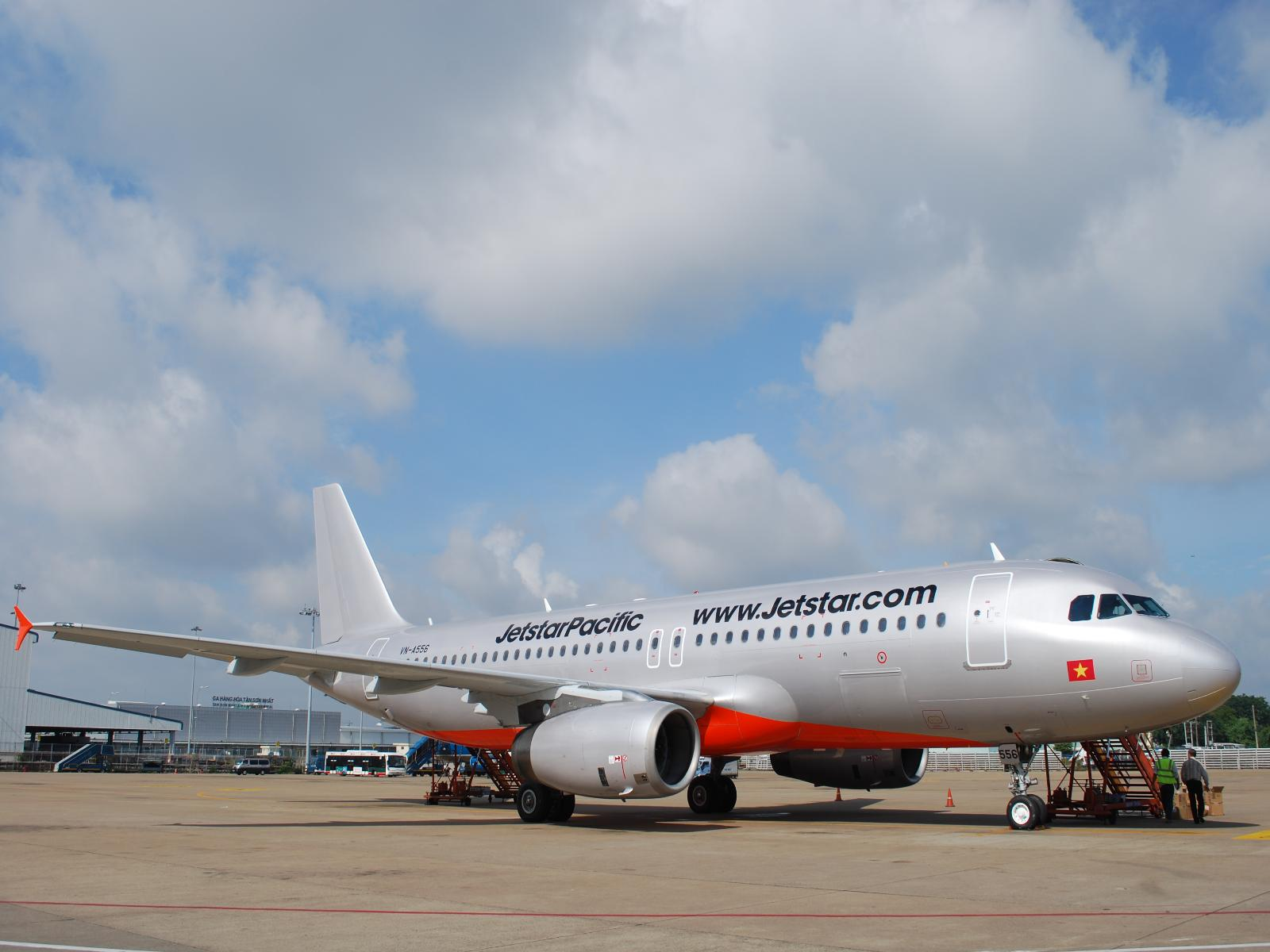
Airbus A320 de Jetstar Pacific en 2013

En septembre 2016, elle est composée de 12 A320-200 et 2 A321-200

## Partenariat
- Bangkok Airways
- Jetstar Asia Airways